# سان جرگوریو مانیو
سان جرگوریو مانیو (به ایتالیایی: San Gregorio Magno) یک کومونه در ایتالیا است که در استان سالرنو واقع شده‌است. سان جرگوریو مانیو ۴۹ کیلومتر مربع مساحت و ۴٬۳۲۷ نفر جمعیت دارد و ۵۰۸ متر بالاتر از سطح دریا واقع شده‌است.

## خواهرخوانده
شهرهای کولنیو و گرولیاسکو خواهرخوانده‌های سان جرگوریو مانیو هستند.